# 1511 год в науке
В 1511 году произошли различные научные и технологические события, некоторые из которых представлены ниже.

## Публикации
- Опубликовано дополненное издание «Географии» Клавдия Птолемея, куда добавили карты новооткоытых земель в оригинальной псевдоконической равновеликой проекции Бернардо Сильвани[1].
- Шарль де Бовель публикует первую научную книгу на французском языке: «Géométrie en françoys»[2].

## Родились
См. также: Категория:Родившиеся в 1511 году'

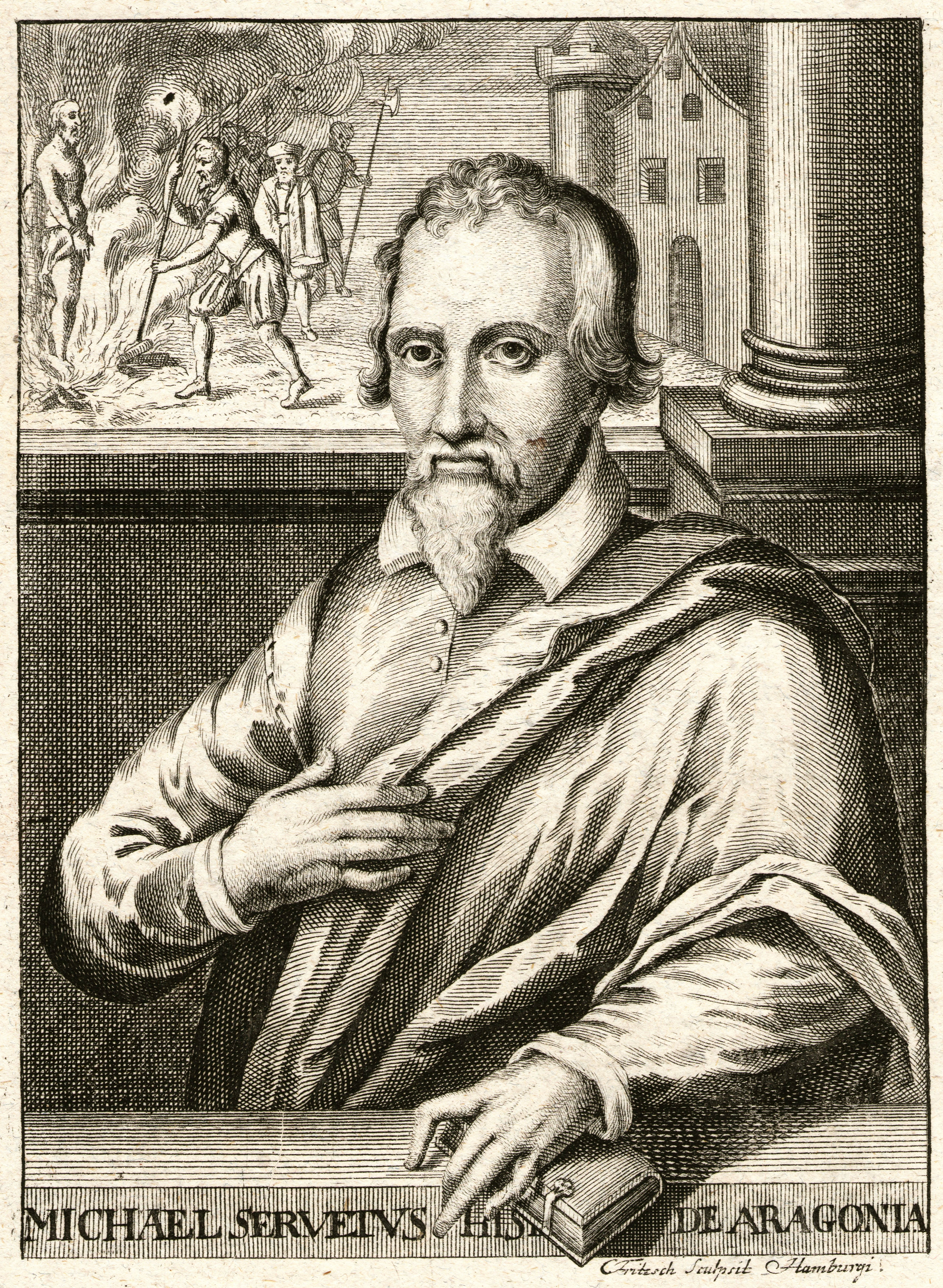
Мигель Сервет

- 1 июля — Адриан Юниус, нидерландский врач и историк (умер в 1575 году).
- 29 сентября — Мигель Сервет, испанский мыслитель, теолог-антитринитарий, врач и естествоиспытатель, впервые в Европе описавший малый круг кровообращения (умер в 1553 году).
- 22 октября — Эразм Рейнгольд,  немецкий астроном и математик, один из первых коперниканцев, автор «Прусских астрономических таблиц» (умер в 1553 году).

## Скончались
См. также: Категория:Умершие в 1511 году
- Матиас Рингманн, немецкий картограф и поэт, впервые назвал новый континент Америкой (род. около 1482 года),
- Димитрий Халкокондил, итальянский учёный-гуманист греческого происхождения, первый издатель поэм Гомера в оригинале (род. в 1423 году),